# Нокс, Томас, 1-й виконт Нортленд
Томас Нокс, 1-й виконт Нортленд (англ. Thomas Knox, 1st Viscount Northland; 20 апреля 1729 — 5 ноября 1818) — ирландский политик и пэр. Он был известен как лорд Уэллс с 1781 по 1791 год.

## Биография
Родился 20 апреля 1729 года. Сын Томаса Нокса (? — 1769), депутат Ирландской палаты общин и заместителя губернатора графства Тирон, и Эстер Эхлин (? — ок. 1766), дочери Джона Эхлина.
Томас Нокс заседал в Ирландской палате общин от Данганнона (1755—1781). Он занимал должность губернатора графства Тирон.
8 января 1781 года он был возведен в звание пэра Ирландии как барон Уэллс из Данганнона в графстве Тирон.
5 июля 1791 года для него был создан титул виконта Нортленда из Данганнона в графстве Тирон (Пэрство Ирландии).
После Акта об унии и упразднения ирландского парламента в 1800 году виконт Нортленд стал одним из 28 первоначальных ирландских пэров-представителей в британской Палате лордов, где он заседал до своей смерти.
Виконт Нортленд скончался 5 ноября 1818 года в возрасте 89 лет. Ему наследовал его старший сын, Томас Нокс, 2-й виконт Нортленд и будущий 1-й граф Ранфёрли.

## Семья
23 августа 1753 года Томас Нокс женился на Достопочтенной Энн Визи (? — 14 октября 1803), дочери Джона Визи, 1-го барона Нэптона (? — 1761), и Элизабет Браунлоу. У них было семеро детей:
- Томас Нокс, 1-й граф Ранфёрли (5 августа 1754 — 26 апреля 1840), старший сын и преемник отца.
- Генерал-майор Достопочтенный Джон Нокс (9 октября 1758 — октябрь/ноябрь 1800)
- Достопочтенный Визи Нокс (29 февраля 1760 — 2 февраля 1830)
- Преподобный Уильям Нокс (14 июня 1762 — 10 июля 1831), епископ Дерри
- Достопочтенный Джордж Нокс (14 января 1765 — 13 июня 1827), член парламента Дублинского университета
- Преподобный Чарльз Нокс (10 февраля 1770 — 30 января 1825), архидиакон Армы
- Преподобный Эдмунд Нокс (6 января 1773 — 5 мая 1849), епископ Лимерика.